# Frank Kingsley Norris
Sir Frank Kingsley Norris, avstralski general in vojaški zdravnik, * 25. junij 1893, † 1. maj 1984.